# Stanislav Stratijev
Stanislav Stratiev, bolgarski pisatelj, dramatik in scenarist, * 9. september 1941, Sofija, Bolgarija, † 20. september 2000, Sofija.
Stanislav Stratijev je eno od najizvirnejših in najpopularnejših imen v bolgarski literaturi v zadnjih treh desetletjih dvajsetega stoletja: pisatelj, dramatik in filmski scenarist, avtor petnajstih proznih zbirk, trinajstih dram in desetih scenarijev za igrane in animirane filme. Študij bolgarske filologije na sofijski univerzi «Sv. Kliment Ohridski» je končal leta 1968. V obdobju 1964-1975 je delal kot urednik, pozneje pa kot sodelavec raznih periodičnih publikacij, ki so se ukvarjale predvsem z umetnostjo in satiro. Njegova prva samostojna prozna zbirka Samotni vetrni mlini je izšla leta 1969 in kritika jo je takoj navdušeno sprejela. Precejšnji del najproduktivnejšega umetniškega delovanja Stratijeva je povezan s Satiričnim gledališčem v Sofiji, kjer je bil od 1975 do smrti leta 2000 najprej njegov dramatik, nato umetniški vodja in nato direktor. Dolgoletno delo v gledališču je močno vplivalo na njegov dramski nazor in napisal je trinajst dram (večinoma komedij), ki spadajo med največje dosežke bolgarske dramatike v drugi polovici dvajsetega stoletja. Knjige in predstave po njegovih dramskih besedilih so se pojavile v Nemčiji, Indiji, Španiji, Italiji, Kitajski, Poljski, Rusiji, Slovaški, Turčiji, Madžarski, Franciji, Češki, Japonski... Stanislav Stratijev je prejel štirinajst prestižnih bolgarskih in mednarodnih nagrad za prozo in dramatiko, med katerimi je tudi prva nagrada natečaja za evropsko dramatiko v Maubeugeju v Franciji (1990) in druga nagrada BBC-jevega svetovnega natečaja za dramo Z druge strani (1993). Orkester brez imena (1982) šteje za enega izmed najuspešnejših filmov v celotni zgodovini kinematografije v Bolgariji in za najbolj priljubljeno komedijo.

## Delo

### Gledališka dela
- Rimsko kopališče (1974)
- Sako iz velurja (1976)
- Avtobus (1980)
- Ragazza (1982)
- Ne kloni (1982)
- Maksimalist (1984)
- Življenje, četudi kratko (1986)
- Podrobnosti iz pejsaža (1987)
- Balkanski sindrom (1987)
- Mamut (1990)
- Z druge strani (1993)
- Zimske navade zajcev (1996)
- Prazne sobe (1999)

### Proza
- Samotni vetrni mlini (1969)
- Trojanski konj (1971)
- Raca mlakarica med drevesi (1972)
- Popotovanje brez kovčka (1972)
- Pojoča ladja (1973)
- Pejsaž s psom (1977)
- Podrobnosti iz pejsaža (1978)
- Življenje na nebu (1983)
- Zadnji kino (1991)
- Bolgarski model (1991)
- Vaje iz drugosti (1993)
- Stojan (1995)
- El Grecov obraz (1997)
- Motivi za klarinet (1997)
- Babilonska kronika (2000)

### Filmski scenariji
- Varuh trdnjave (1974)
- Garderoba (1974)
- Kratko sonce (1979)
- Orkester brez imena (1982)
- Ravnovesje (1983)

## Prevodi v slovenščino
- Balkanski sindrom, (prevod Namita Subiotto, Literarno-umetniško društvo Literatura, Ljubljana 2012) (COBISS)